# NGC 2514
NGC 2514 (również PGC 22581 lub UGC 4189) – galaktyka spiralna z poprzeczką (SBbc), znajdująca się w gwiazdozbiorze Raka. Odkrył ją Édouard Jean-Marie Stephan 19 stycznia 1885 roku.